# 肯尼亞無神論者協會
肯尼亞無神論者協會（英語：Atheists In Kenya Society）是一個無神論組織，依據肯尼亞的《社團法》正式註冊成立。這是該國第一個註冊的非宗教性社會團體。
協會的全國性目標有兩項：一是推動政教分離，二是為理念相近者提供支持，讓他們知道，即使生活在一個大多數人有宗教信仰的國家裡，他們也並不孤單。這些理念相近者包括不可知論者、懷疑論者、人文主義者、自由思想者與靈性探索者等。肯尼亞無神論者協會是人文主义者国际的成員組織之一。
協會於2016年2月17日在肯尼亞奈洛比成立。創辦人兼現任主席為哈里森·穆米亞。協會總部設於奈洛比的Summit House。

## 歷史
2013年，一群肯尼亞人聚集起来旨在成立一個非宗教性社團。他們在奈洛比的多家餐廳舉行非正式會議，並利用社群媒體（尤其是Facebook）與其他志同道合的肯尼亞人聯繫。這個團體的成員包括塞馬庫拉·穆基比（Ssemakula Mukiibi）、扎克·瓦南布瓦（Zack Wanambwa）、伊麗莎白·萬加里（Elizabeth Wangari）與艾倫·米卡爾（Ellen Mical）。2015年，他們提出註冊申請，但最初遭到肯尼亞副社團註冊官的駁回。
2016年2月17日，肯尼亞政府依據《社團法》第108章（Societies Act, Cap. 108）向穆米亞（Mumia）頒發了組織註冊證書。
同年4月，協會的註冊遭時任總檢察長吉圖·穆伊蓋（Githu Muigai）暫停，理由是受到來自肯尼亞五旬節教會全國聯合會的壓力。該教會聲稱該組織的成立對公共秩序構成威脅。穆米亞遂向肯尼亞高等法院提起訴訟，對註冊中止令提出挑戰。
2018年，肯尼亞高等法院裁定撤銷註冊中止令，協會得以恢復合法地位。
至2023年，這個肯尼亞首個無神論團體仍在努力維護其法律地位。當年，一位基督教主教提起訴訟以試圖再次中止該協會的註冊。

## 宗旨
協會的目標包括：
- 推廣並實踐對宇宙及人類在其中位置的公開、理性與科學探究。
- 倡導將倫理與道德建立在理性與人文主義的理想與價值上。
- 推廣懷疑精神與批判性思考。
- 為無神論者提供社群歸屬與支持。
- 組織各類活動，如討論論壇、專題演講與辯論會等。
- 促進社會對無神論者在肯尼亞的接納與理解。
- 關注並參與影響其會員與更廣泛社群的社會議題。

## 活動

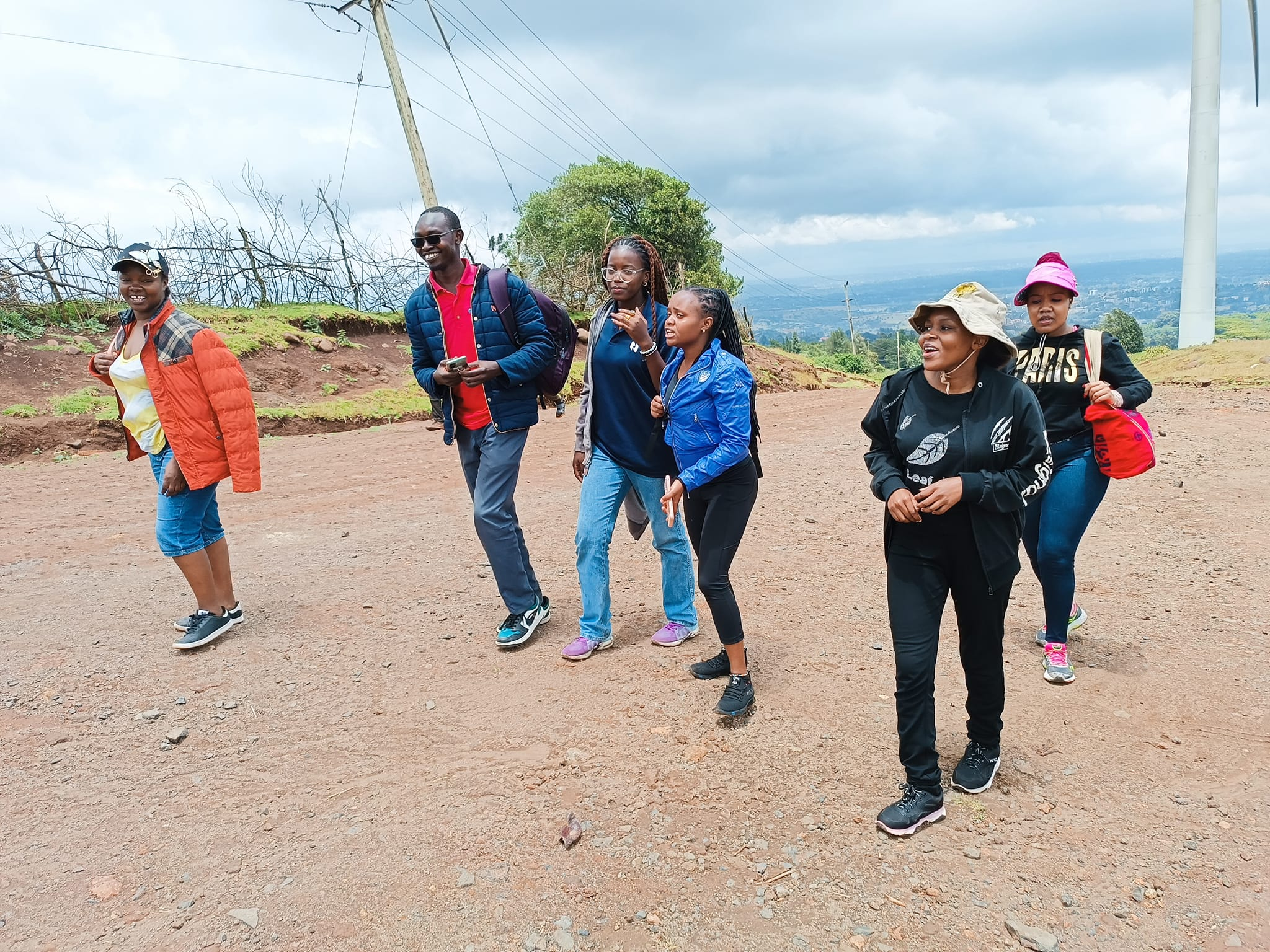
協會2024年2月24日在肯尼亞農農山舉辦的無神論者健行活動。

2015年，該團體呼籲立法，禁止街頭傳教士在公共場所（包括小巴士「matatus」）宣揚宗教信仰。
2016年，肯尼亞無神論者協會（AIK）致函肯尼亞稅務局局長約翰·恩吉拉伊尼（John Njiraini），要求教會不應免除繳納稅款。
2020年，協會透過其主席穆米亞（Mumia），支付了巴林戈縣2019年小學畢業統考（KCPE）成績優異學生的學費。
該協會亦多次在法院推動取消肯尼亞基礎教育課程中的宗教教育。
此外，協會曾遊說政府將2月17日定為無神論者全國假日。
2022年，該團體呼籲政黨與政治人物簽署一項宣言，承諾尊重任何人的宗教信仰或無信仰身份，並不對其加以歧視。

## 執行委員會
自2021年12月16日起，執行委員會成員如下：
- 哈里森·穆米亞（Harrison Mumia） — 主席
- 海倫·卡修爾（Hellen Kathure） — 副主席
- 米歇爾·內克薩（Michelle Nekesa） — 秘書
- 山姆森·姆巴武（Samson Mbavu） — 財務主管
- 肯尼·吉通戈（Kenny Githungo） — 副財務主管
- 瑞貝卡·薩蘭格（Rebecca Sarange） — 副秘書